# Grenouille d'hiver
Pour les articles homonymes, voir Grenouille (homonymie).
Pour plus de détails, voir Fiche technique et Distribution.
Grenouille d'hiver est un court métrage français réalisé par Slony Sow en 2011.
Première diffusion télévisuelle le 23 octobre 2011 sur France 2

## Synopsis
Benjamin, viticulteur, voit sa femme s’éteindre dans ses bras des suites d’une longue maladie. Une seule issue pour lui : la mort. Mais une jeune japonaise, venue spécialement pour la dégustation de son vin, va l’amener délicatement à faire son deuil par une série de symboles et d’échanges entre deux cultures.

## Fiche technique
- Réalisation : Slony Sow.
- Scénario : Slony Sow.
- Producteur : Jean-Maurice Belayche.
- Musique originale : Maidi Roth
- Montage : Slony Sow.
- Image : Mathias Walter.
- Pays d’origine :  France
- Durée : 17 minutes
- Format de projection : 35 mm - Béta numérique - DCP
- Cadre : Scope
- Format son : Dolby SR

## Distribution
- Gérard Depardieu : Benjamin.
- Eriko Takeda : Miko.
- Sabine Lenoël : Louise.

## Distinctions
- Sélection officielle du Festival de Cannes 2011 : séance spéciale, Cinéma de la Plage[1].
- Mention Speciale : CFC Worldwide Short Film Festival Toronto, Canada 2011
- Audience Award for the Best Short Film : Anonimul International Film Festival Anonimul, Roumanie 2011
- Grand Prix du Jury “Emotion” : Festival du court-métrage de Fontainebleau Fontainebleau, France 2011
- Best Actor Award : Fano International Film Festival Fano, Italie 2011
- Best Actress Award : Flyway Film Festival Wisconsin, USA 2011
- HBO Films Producer Award : Savannah Film Festival Savannah, USA 2011
- Award Excellence for the work of Gérard Depardieu in Grenouille d'hiver : Hollywood Real Independent FilBqm Festival Hollywood, USA 2011
- Prix du public : FILMETS Badalona Film Festival, Badalone, Espagne 2011
- Artistic Contribution Award : Festival Cinéma etc Brusquet, France 2011,
- Best Director Award : Angel Film Award Monaco, 2011
- Best Actor Award : Angel Film Award Monaco, 2011
- Best Supporting Female Actor Award Angel Film Award Monaco, 2011
- Best Music : Angel Film Award Monaco, 2011
- Best Film Award : JCI Istanbul Crossroads Int. Short Film Festival : Istanbul, Turkey 2011
- Amadis Best Script Award : Fest’ AFilm Montpellier, France 2011
- Best Short Film Award : Festival du Fréjus Fréjus France 2012
- Mention spéciale Festival International de films sur la vigne et le vin, œnovidéo - Président du Grand Jury 2012 Claude Brasseur, Aigle, Suisse, 2012
- Prix du Meilleur Univers : Fest’Yves Arts Etel, France 2012